# Julia Sotnikova
Julia Vladimirovna Sotnikova (ryska: Юлия Владимировна Сотникова), född den 18 november 1970, är en rysk före detta friidrottare som tävlade i kortdistanslöpning.
Sotnikovas samtliga meriter har kommit som en del av ryska stafettlag på 4 × 400 meter. Vid VM 1995 var hon tillsammans med Tatiana Tjebykina, Svetlana Gontjarenko och Jelena Andrejeva i det ryska lag som slutade som silvermedaljör efter USA. 
Hon ingick även i det ryska lag som blev bronsmedaljör vid Olympiska sommarspelen 2000. Dessutom var hon med och vann såväl EM-guld som VM-guld inomhus.

## Personligt rekord
- 400 meter – 50,73